# Cadogan-Brief

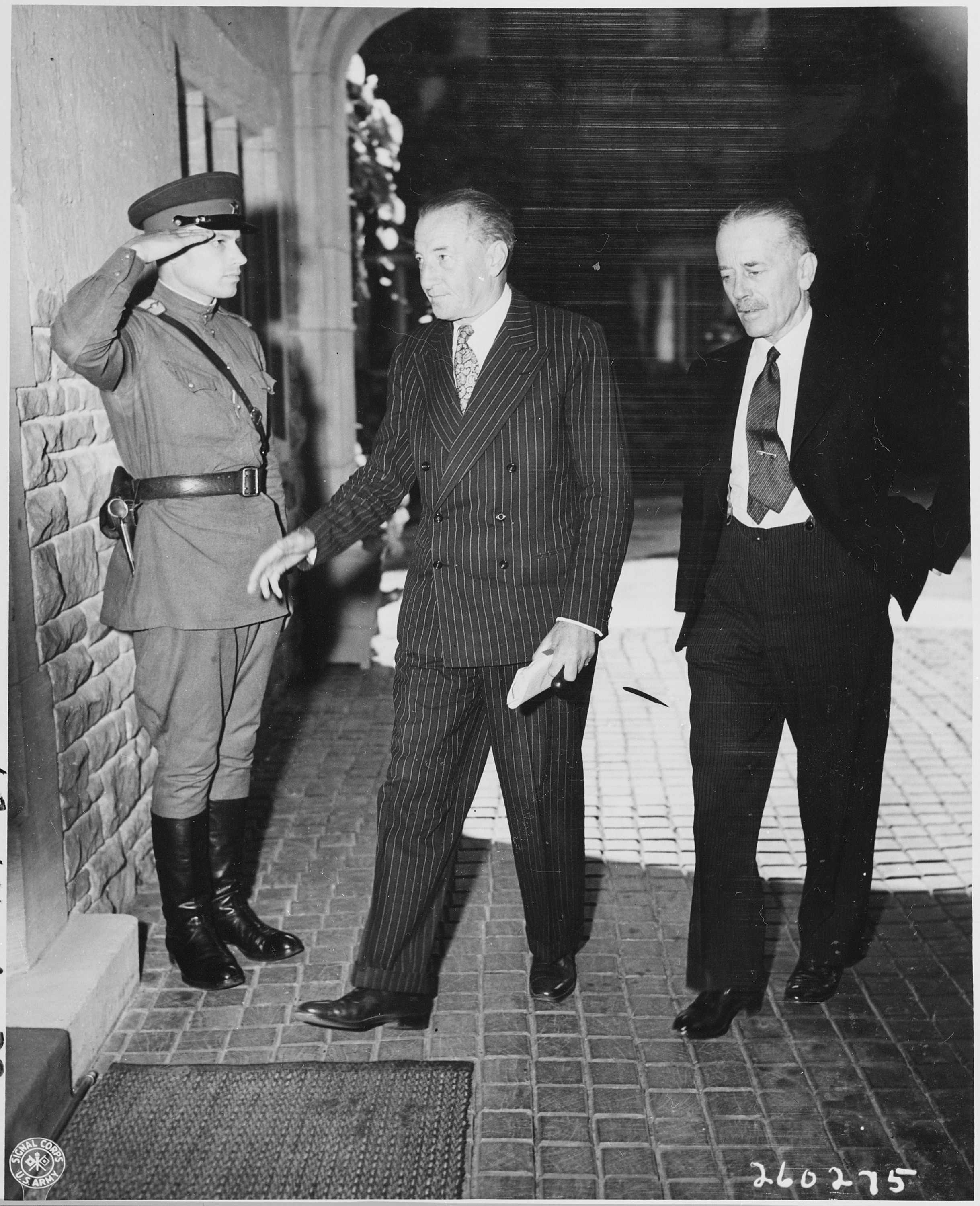
Archibald Clark-Kerr, Britischer Botschafter in Moskau und Alexander Cadogan, Unterstaatssekretär im Außenministerium am 19. Juli 1945 bei der Potsdamer Konferenz

Der sogenannte Cadogan-Brief wurde vom Under Secretary des British Foreign Office Sir Alexander Cadogan am 2. November 1944 an die Polnische Exilregierung unter Stanisław Mikołajczyk geschickt. Bekannt wurde dieser Brief auch, weil hier die Glatzer Neiße und die Lausitzer Neiße verwechselt wurden.

## Vorgeschichte
Nach Abschluss des geheimen Sowjetisch-polnischen Freundschafts- und Bündnisvertrages am 26. und 27. Juli 1944 in Moskau konnte der britische Botschafter Archibald Clark-Kerr dort die Vermutung äußern, dass Stalin ein doppeltes Spiel spiele und dies so nach London melden. Eine Woche nach Vertragsabschluss schickte Winston Churchill Stanisław Mikołajczyk nach Moskau. Er sollte im Namen der Polnischen Exilregierung ebenfalls auf die östlichen Gebiete hinter der Curzon-Linie verzichten und der Kompensation durch deutsche westliche Gebiete zustimmen, damit Stalins Abkommen mit dem Lubliner Komitee - PKWN entkräftet würde. Zu Mikołajczyk hatte Stalin zum ersten Mal die künftige Westgrenze „Oder-Neiße-Grenze“ genannt, und Mikołajczyk sagte zu, ohne auf die östlichen Gebiete zu verzichten. Doch mit dieser doktrinären Haltung isolierte sich die polnische Exilregierung nun immer mehr zum realen Geschehen. Infolgedessen versuchte das britische Außenministerium Druck auf die polnische (Exil-)Regierung auszuüben, um sie zur Annahme des Kompensationsgeschäftes zu bewegen.

## Inhalt des Schreibens
Die britische Regierung teilte der polnischen Exilregierung unter Ministerpräsident Stanislaw Mikolajczyk mit, dass sie keine Garantie für die Unabhängigkeit des polnischen Staates aussprechen könne, da es nicht gelungen sei, Mikolajczyk zum Verzicht auf die Gebiete östlich der Curzon-Linie zu bewegen. Gleichzeitig sicherte die Regierung ihrer Majestät der polnischen Regierung die Unterstützung zur Erlangung der Oder-Neiße-Linie zu, als polnische Westgrenze einschließlich Stettins. In diesen von Alexander Cadogan entworfenen Schreiben wird die Glatzer Neiße und nicht die Lausitzer Neiße als Grenzfluss beschrieben, was spätere Irritationen der Westalliierten erklären dürfte.

## Folgen
Spätestens ab Februar 1945 waren sich die Westalliierten bewusst, das Lubliner Komitee wünsche - „ohne Zweifel mit russischem Einverständnis - [...] nicht nur die Oder als Grenze einschließlich Stettins und Breslaus, sondern auch die westliche Neiße als Grenze“. Dies berichtete der britische Außenminister Anthony Eden Winston Churchill am 1. Februar 1945, in: Die Konferenzen von Malta und Jalta.